# Cobble Hill

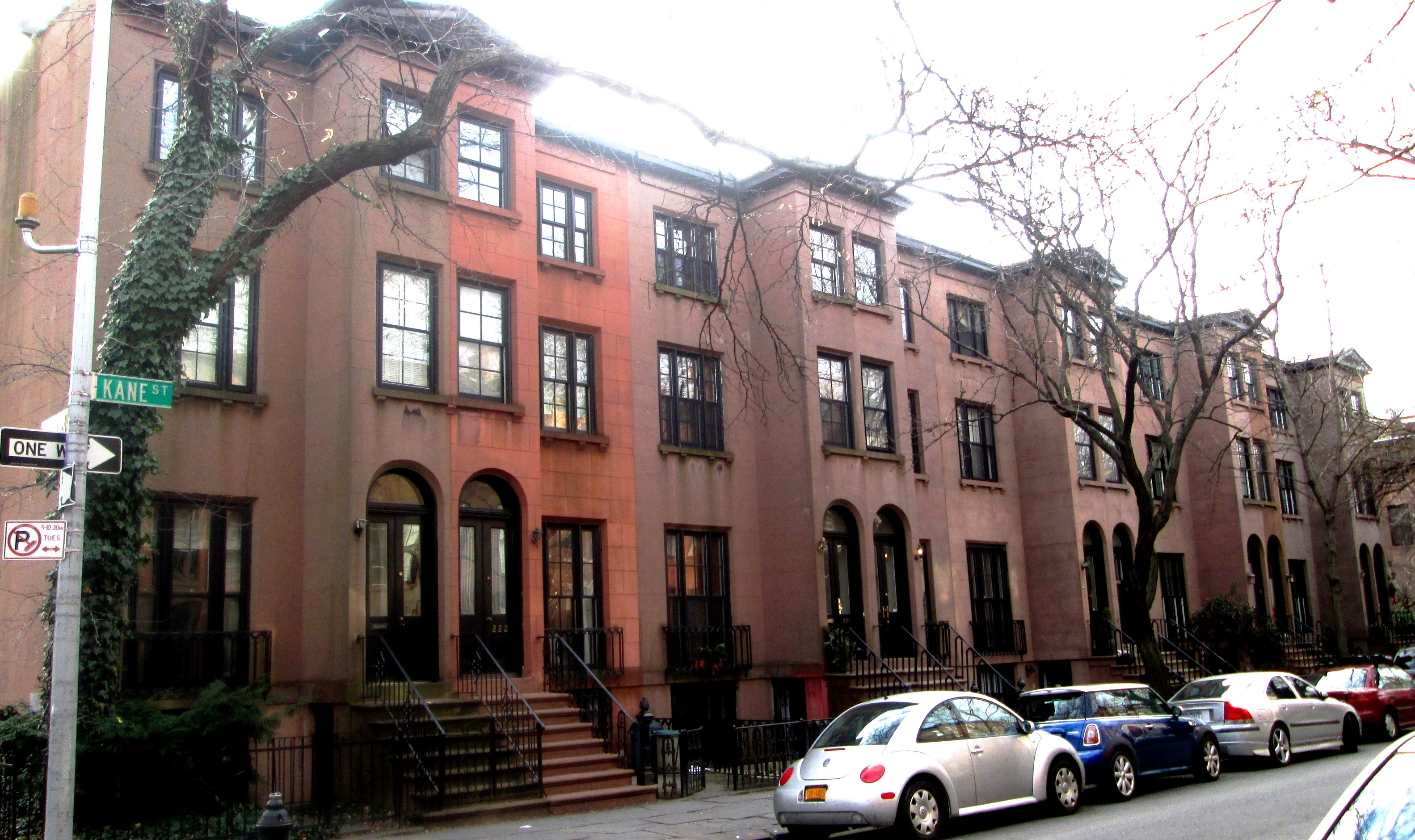
Rowhouse sulla strada di Kane Street e Clinton Street e Tompkins Place

Cobble Hill è un quartiere di New York nel borough di Brooklyn composto da 40 "blocchi" (i quadrilateri delle strade che racchiudono gli edifici). Cobble Hill si trova adiacente Brooklyn Heights a nord, Boerum Hill a est, Carroll Gardens a sud, e il distretto di Columbia Street Waterfront a ovest. 
È circondato dalla Atlantic Avenue (nord), Court Street (est), Degraw Street (sud) e la Brooklyn Queens Expressway (ovest).
Altre fonti aggiungono al quartiere anche un rettangolo circondato da Wyckoff Street a nord, Hoyt Street a est, Degraw Street a sud, e Court Street a ovest..

## Trasporti
Il quartiere è servito dalla metropolitana di New York attraverso la stazione Bergen Street della linea IND Culver, dove fermano i treni delle linee F e G.